# В-46
В-46 — четырехтактный, V-образный, 12-цилиндровый многотопливный дизельный двигатель жидкостного охлаждения с наддувом от центробежного нагнетателя. Система смесеобразования: непосредственный впрыск топлива.

## Конструкция
Двигатель В-46 стал результатом модернизации дизельных агрегатов типа В-2. В-46 представляет собой конструкцию из двух блоков цилиндров, расположенных V-образно. Всего в этом моторе двенадцать цилиндров, работающих в четырёхтактном режиме, с наддувом от нагнетателя (приводного центробежного) и принудительным охлаждением (закрытым жидкостным с принудительной циркуляцией и обдувом радиатора при помощи эжектора). Впрыск топлива — непосредственный, вспышки чередуются равномерно, через каждые 60 градусов поворота коленчатого вала. В отличие от предыдущих двигателей семейства В-2 перекрытие клапанов было увеличено с приблизительно 20 до 75 градусов, что позволило улучшить удаление сгоревших газов и охлаждение цилиндра свежим воздухом, но ухудшило экономичность на холостом ходу. Подогрев двигателя осуществляется при помощи комбинированной циркуляции жидкости: принудительной и термосифонной, при этом масло и жидкость подогреваются в баке отработкой газов подогревателя ПЖД-600. Система пуска двигателя — сжатым воздухом, подающимся из баллонов, либо электростартером от аккумулятора или внешнего источника тока, как дублирование основной системы.

## Двигатели типа В-46
Путём разделения каждого впускного коллектора на два канала продольной перегородкой (по три цилиндра на секцию) на основе В-46 были разработаны моторы В-59 мощностью 520 л. с. с волновым инерционным наддувом (использующийся, в частности, на нескольких САУ) и В-84 мощностью 840 л. с. с комбинированным механическим и инерционным наддувом (использующийся, в частности, на поздних модификациях танка Т-72). Ещё более форсированный В-88 мощностью 880 л. с. уже исчерпал возможности инерционного наддува, и не пошёл в серию.
В Югославии после покупки лицензии на танк Т-72 силовая установка была заметно переработана: путём замены ПЦН на два турбокомпрессора с интеркулером был разработан двигатель В-46-6ТК (V46-TK) мощностью 1000 л. с., устанавливавшийся на экспортировавшийся в Кувейт танк М-84А c 1988 года. Для этого пришлось вынести первую ступень воздухоочистки из бронекорпуса танка на место 4-го надгусеничного ТБ (аналогично Т-62М-1). Через несколько лет он был форсирован в 1200-сильный V46-TK-1, но танк М-91 Вихор с ним и новой системой охлаждения в серию не пошёл.

## Техническая характеристика двигателя В-46[1]
| Характеристика                                                                       | Значение                                         |
| ------------------------------------------------------------------------------------ | ------------------------------------------------ |
| Мощность двигателя без сопротивления на впуске и выпуске, кВт (л.с.)                 | 574 (780)                                        |
| Частота вращения, с-1 (об/мин)                                                       | 33,3 (2000)                                      |
| Запас по крутящему моменту, %                                                        | 18                                               |
| Удельный расход топлива, г/кВт*ч (г/л.с.*ч)                                          | 245 (180)                                        |
| Масса, кг                                                                            | 980                                              |
| Удельная мощность, кВт/кг (л.с./кг)                                                  | 0,59 (0,80)                                      |
| Диаметр цилиндра, мм                                                                 | 150,0                                            |
| Ход поршня в цилиндре с главным шатуном, мм                                          | 180,0                                            |
| Ход поршня в цилиндре с прицепным шатуном, мм                                        | 186,7                                            |
| Рабочий объём, л                                                                     | 38,88                                            |
| Минимальная температура надежного пуска двигателя без предварительного разогрева, °С | 5°C                                              |
| Допустимые условия эксплуатации двигателей:                                          |                                                  |
| - температура окружающего воздуха                                                    | от −40°С до +50°С                                |
| относительная влажность воздуха                                                      | до 98 % при 20°С                                 |
| - высота над уровнем моря                                                            | до 3000 м                                        |
| Порядок чередования вспышек                                                          | Равномерный, через 60° поворота коленчатого вала |
| Степень уравновешенности                                                             | полная динамическая уравновешенность             |